# Новгородкинская волость
Новгородкинская волость — упразднённое муниципальное образование со статусом «сельское поселение» в Пушкиногорском муниципальном районе Псковской области.
Административный центр — деревня Рубилово.

## География
Территория волости граничила на юге с Велейской волостью, на востоке — с городским поселением Пушкиногорье, на севере — с Островским районом Псковской области.

## Население
| 2002 | 2010 | 2012 | 2013 | 2014 | 2015 |
| ---- | ---- | ---- | ---- | ---- | ---- |
| 438  | ↗601 | ↘597 | ↘567 | ↘535 | ↘523 |

## Населённые пункты
В состав Новгородкинской волости входили 57 деревень: Алехново, Алуферово, Андрохново, Бабины, Беляково, Болотниково, Бобры, Васильевское, Великое Село, Владыкино, Воронково, Галичино, Горушка, Журавки, Заворово, Дранцы, Долматово, Дуплево, Задняя Гора, Зуева Гора, Калинкино, Козины, Большое Кортово, Коршилово, Косыгино, Кренево, Кузнецовка, Кузьмиха, Купры, Лисицы, Лужки, Мануйлово, Морамохи, Меленка, Мирониха, Москачево, Мошино, Новгородка, Овечкино, Овсягино, Подвишенка, Покормово, Пупово, Пустыньки, Редковцы, Рогово, Рубилово, Салтаново, Симашково, Софино, Стречно, Теличино, Туравцево, Чёртова Гора, Шмотки, Щебери, Юнькино.

## История
В апреле 2015 года волость была упразднена и включена в состав Велейской волости.